# Chou Wen-chung
Chou Wen-chung (chiń. 周文中; pinyin Zhōu Wénzhōng; ur. 28 lipca 1923 w Yantai, zm. 25 października 2019 w Nowym Jorku) – amerykański kompozytor pochodzenia chińskiego.

## Życiorys
Jako dziecko uczęszczał do szkoły muzycznej w Szanghaju, ucząc się tradycyjnej muzyki chińskiej oraz muzyki zachodniej. Ukończył studia inżynieryjne na uniwersytecie w Chongqingu. W 1946 roku wyemigrował do USA. W latach 1946–1949 uczęszczał do New England Conservatory of Music w Bostonie, gdzie uczył się u Carla McKinleya. Pobierał też prywatnie lekcje u Nicolasa Slonimsky’ego. Od 1949 do 1954 roku student Uniwersytetu Columbia. Jego nauczycielami w tym okresie byli Otto Luening, Bohuslav Martinů i Edgar Varèse. W 1958 roku otrzymał amerykańskie obywatelstwo.
W 1972 roku objął posadę profesora na Uniwersytecie Columbia. Prowadził wykłady poświęcone muzyce współczesnej, ze szczególnym uwzględnieniem muzyki azjatyckiej. Był też autorem licznych audycji radiowych. Do jego uczniów należeli William Hellermann, Joan Tower, Charles Dodge, Anne LeBaron, Tan Dun, James Tenney i Johnny Reinhard.

## Twórczość
Był tradycjonalistą, preferującym klasyczne rozwiązania formalne. W swojej twórczości wykorzystywał szeroko elementy tradycyjnej muzyki Dalekiego Wschodu. Skomponował m.in. Landscapes (1949), Cursive na flet i fortepian (1963), Pien na fortepian, perkusję i instrumenty dęte (1966), Yü ko na 9 instrumentów (1965), All in the Spring Wind (1953), And the Fallen Petals (1956), Metaphors na orkiestrę dętą (1961), Riding the Wind na orkiestrę dętą (1964), Beijing in the Mist (1986), Echoes from the Gorge na kwartet perkusyjny (1989), koncert wiolonczelowy (1992), dwa kwartety smyczkowe (I „Clouds” 1997, II „Streams” 2003), Twilight Colors na trio dęte i trio smyczkowe (2007), Eternal Pine (2008), Ode to Eternal Pine (2009), Windswept Peaks na skrzypce, wiolonczelę, klarnet i fortepian (1990). 
Był współpracownikiem Edgara Varèse’a, a po jego śmierci został opiekunem jego spuścizny muzycznej. Na podstawie pozostawionych przez kompozytora szkiców dokończył utwór Nocturnal.